# Lycklamahuis

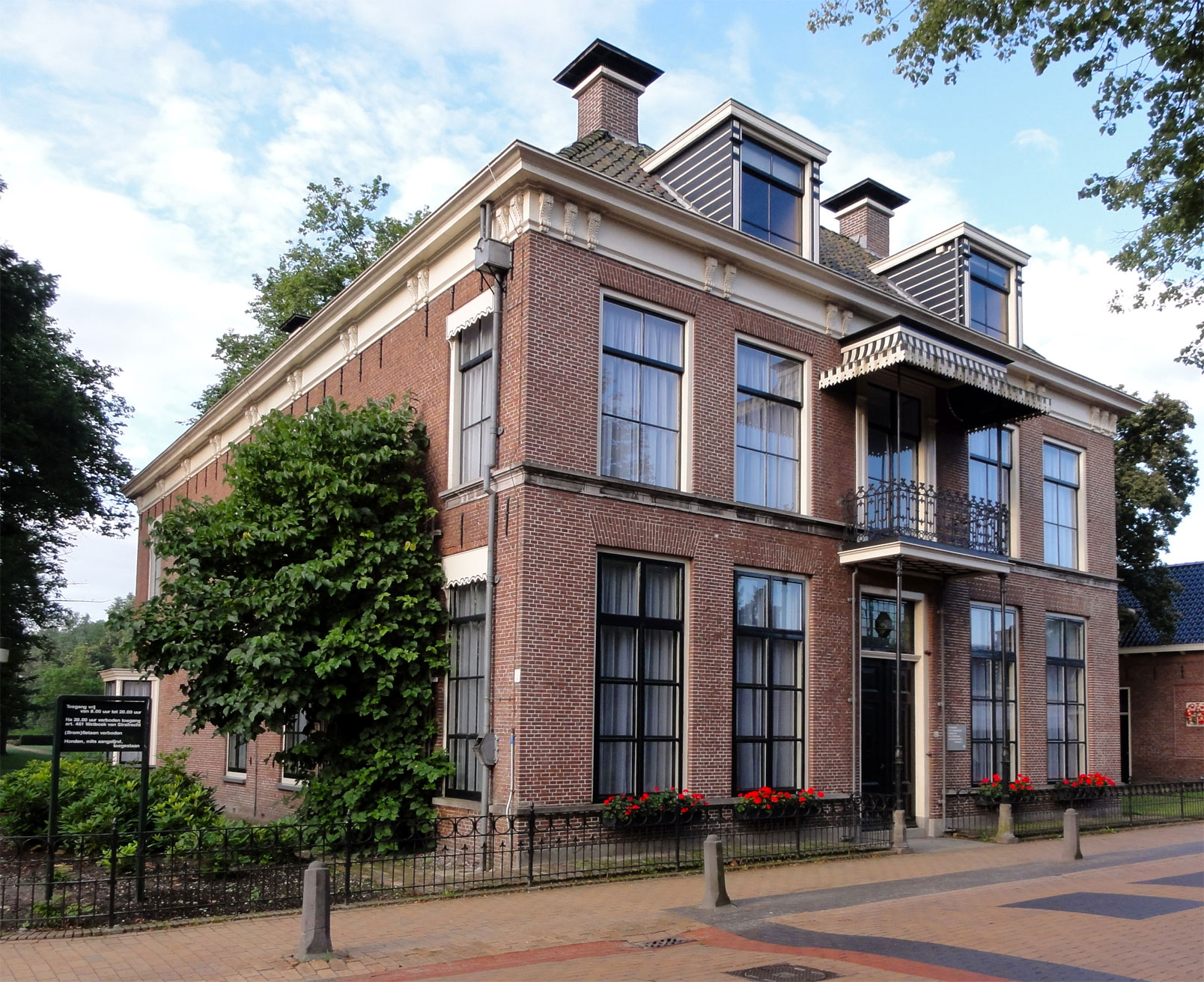
Het Lycklamahuis aan de Hoofdstraat te Beetsterzwaag

Het Lycklamahuis is een monumentaal pand aan de Hoofdstraat 80 te Beetsterzwaag.
Het Lycklamahuis is rond 1824 gebouwd in opdracht van jkvr. Catharina Johanna Aebinga van Humalda. Zij overleed in 1835 en de kleindochters van haar zuster erfden haar bezit. Het Lycklamhuis kwam zo in het bezit van een van hen, jkvr. Ypkjen Hillegonda van Eysinga. Zij woonde met haar ouders in het Eysingahuis, eveneens aan de Hoofdstraat te Beetsterzwaag. Zij trouwde in 1836 met de burgemeester van Opsterland Jan Anne Lycklama à Nijeholt. De woning werd door het burgemeestersechtpaar verbeterd en uitgebreid. Na het overlijden van zijn vrouw liet hij in 1858 het huis vergroten door het plaatsen van een tweede verdieping, waarbij de kap werd opgevijzeld. Na zijn overlijden in 1891 erfde zijn dochter freule Eritia Ena Romelia Lycklama à Nijeholt deze woning. In 1971 kwam het pand, sinds 1917 het Lycklamahuis genoemd, in het bezit van de gemeente Opsterland. Vanaf die tijd is het gebouw in gebruik als gemeentehuis van deze gemeente. Het huis is erkend als rijksmonument.

## Overtuin

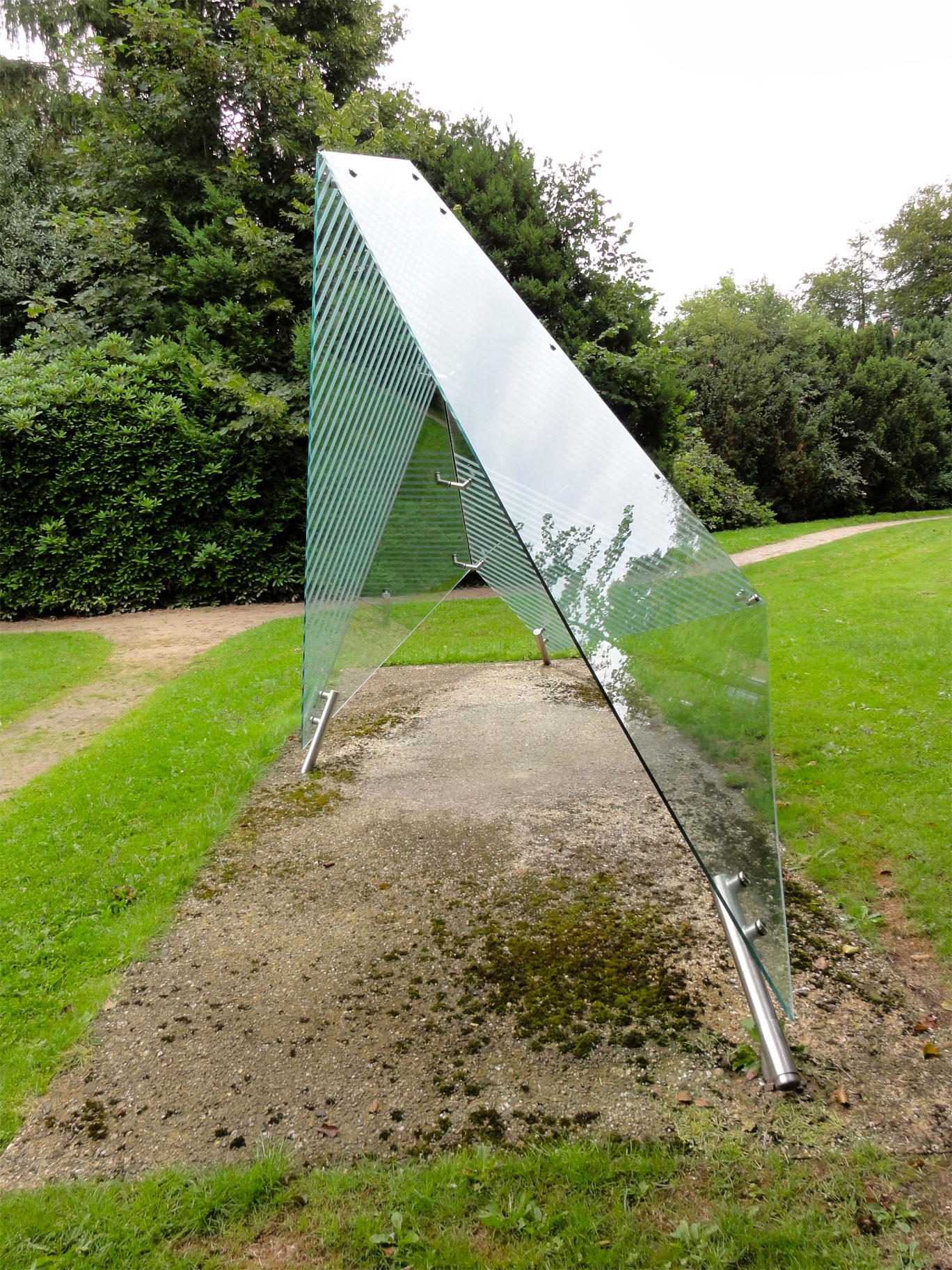
Beeld van Piet Hein Stulemeijer in de overtuin van het Lycklamahuis

Aan de overzijde van de Hoofdstraat liet Jan Anne Lycklama à Nijeholt een tuin aanleggen, die vanwege de ligging aan de overkant van de straat overtuin wordt genoemd. Hij liet er ook enkele bloemenkassen bouwen. In latere jaren is er een tropische kas aangelegd. In de overtuin bevinden zich ook de graven van de twee hondjes van zijn dochter.